# Camiguin

Lage der Provinz Camiguin

Karte mit Camiguin im südlichen Teil der Boholsee

Camiguin ist eine Insel und eine Inselprovinz der Philippinen im südlichen Teil des Landes und befindet sich in der Mindanaosee.

## Geografie
Die Insel Camiguin liegt 10 Kilometer nördlich von Mindanao, der südlichsten Insel der Philippinen. Von der Nordküste Camiguins aus kann man die Silhouette der 54 Kilometer entfernten, nordwestlich liegenden Insel Bohol erkennen.
Zur Provinz zählen noch einige nah gelegene Inseln, etwa Mantigue.
Camiguins weiteste Abmessungen sind 33 und 14 Kilometer. Die Insel umläuft eine 64,2 Kilometer lange Ringstraße, die mit Ausnahme eines 240 m langen Asphaltabschnitts durchgehend betoniert ist. Der Bau der Straße wurde von der spanischen Regierung mit 600 Millionen Pesos (2005 umgerechnet rund 10 Millionen Euro) unterstützt.
Die Insel bevölkern etwa 88.500 Camigueños auf einer Fläche von 238,6 km². Der Inselname leitet sich von dem einheimischen Wort Kamagong ab, mit dem ein Baum bezeichnet wird, der zur Ebenholz-Familie gehört. Knapp 10 % der Fläche Camiguins stehen unter Naturschutz und bilden das 22,27 km² große Schutzgebiet Timpoong and Hibok-hibok Natural Monument.

## Verwaltungsgliederung
Die Provinz Camiguin ist Teil der Region 10 (Northern Mindanao), ist nach Batanes die zweitkleinste Provinz der Philippinen und in fünf Stadtgemeinden (englisch Municipalities, Filipino: Bayan) untergliedert:
- Catarman
- Guinsiliban
- Mahinog
- Mambajao
- Sagay

Die Hauptstadtgemeinde Mambajao (sprich Mambachau) beherbergt etwas über 40 % der Gesamtbevölkerung Camiguins und ist auch flächenmäßig die größte Gemeinde der Provinz. Der alte Name ist eine Verballhornung und entstammt der Gewohnheit früherer Segelschiffbesatzungen an dieser Stelle das Frühstück (pamahaw, sprich „pamahau“) einzunehmen, bevor man zu den Inseln Mindanao oder Bohol zurückkehrte.

## Sprache und Bevölkerung
Die ursprünglichen Bewohner waren Manobos aus der Gegend von Surigao an der Nordostspitze Mindanaos. Einige wenige Einwohner rund um Sagay und Guinsiliban sprechen noch heute die alte Stammessprache Kinamiguing, hauptsächlich wird aber Cebuano und Hiligaynon vermischt mit Englisch gesprochen.
1598 ließen sich die ersten auswärtigen spanischen Siedler in Guinsiliban nieder. Diese haben sich inzwischen mit der ansässigen Bevölkerung vermischt.
Heute hat Camiguin etwa 88.500 Einwohner (Stand Zensus 2015). Das Bevölkerungswachstum der Insel lag im Zeitraum von 1990 bis 2010 bei durchschnittlich 1,34 % pro Jahr, und hat damit eine der niedrigsten Raten des Landes.

## Geschichte

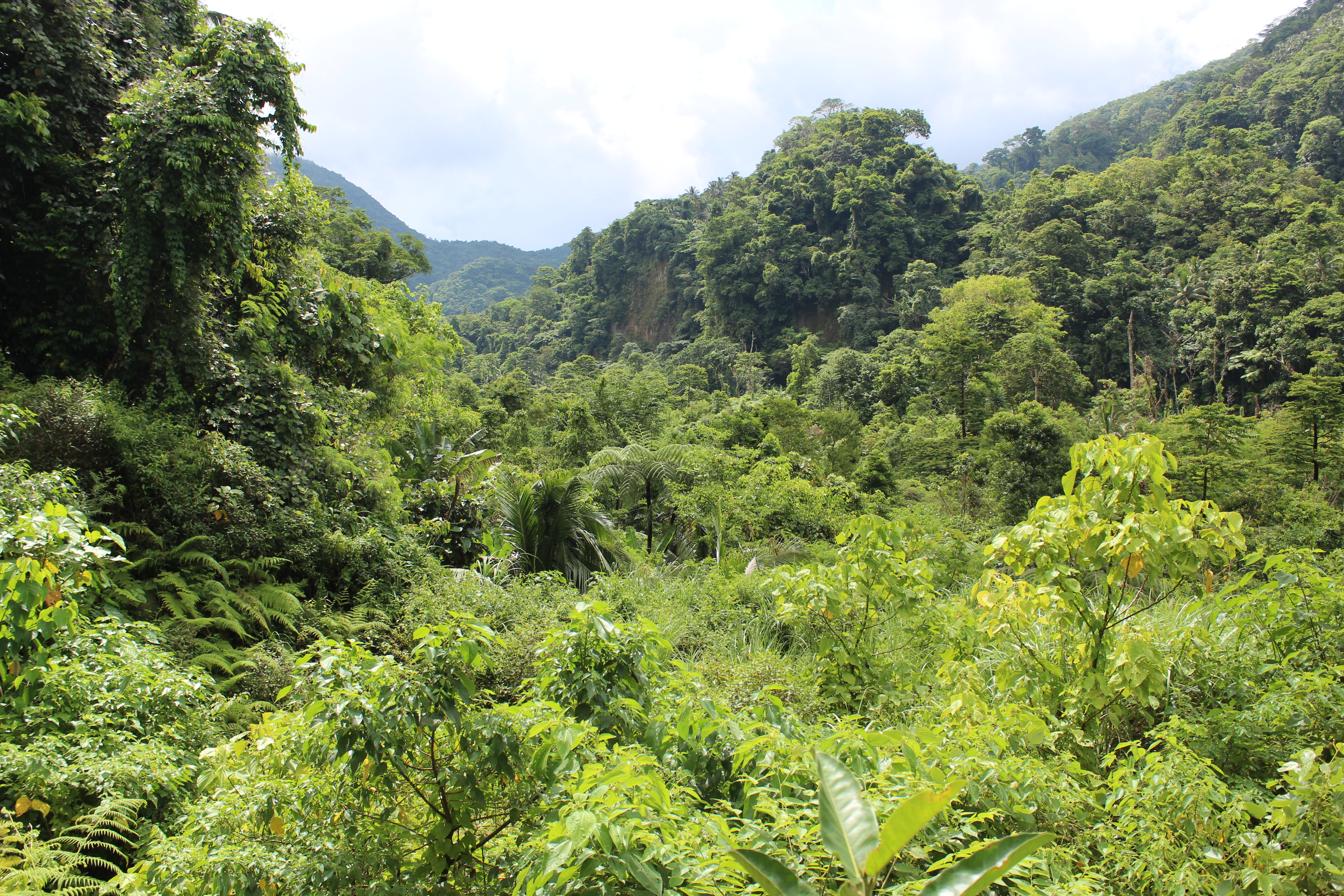
Regenwald im Inneren der Insel

Alte spanische Dokumente überliefern, dass 1521 Ferdinand Magellan und 1565 Miguel Lopez de Legaspi auf der Insel anlandeten. Die erste größere spanische Siedlung entstand ab 1679 im Nordwesten der Insel unter dem Namen Katagman, woraus sich später der Name der heute weiter südlich gelegenen Stadt Catarman ableitete. Der Ort befand sich an der Stelle des heutigen Barangays Bonbon, wurde jedoch im Jahr 1871 beim Ausbruch des Mount Vulcan komplett zerstört. Von damals übrig geblieben sind an jener Stelle nur noch Überreste der dicken Steinmauern der alten spanischen Kirche Guiob und die Ruine des separat stehenden Glockenturms. Der unweit entfernt liegende Friedhof von Catarman Viejo, dem alten Catarman, sackte bei Erdbewegungen im Zuge des Vulkanausbruchs ins Meer und ist heute als der versunkene Friedhof von Camiguin bekannt.
Mambajao, die heutige Hauptstadt der Provinz, wurde 1855 zur Stadt ernannt. Anfang des 20. Jahrhunderts entwickelte sich der Ort zum meistfrequentierten Hafen in Nord-Mindanao und erlangte dadurch regionale Bedeutung.
Im Zuge des Spanisch-Amerikanischen Krieges wurde Camiguin 1901 von amerikanischen Truppen besetzt. Später während des Zweiten Weltkrieges folgte eine Besatzung durch die kaiserliche japanische Armee, welche große Teile Mambajaos zerstörte. Nach Ende der Kriegswirren erlangte das Land am 4. Juli 1946 mit Gründung der Republik der Philippinen die Unabhängigkeit. Die Insel war anfangs Teil der Provinz Misamis Oriental, bis Camiguin im Jahr 1968 eine eigenständige Provinz mit Mambajao als Hauptstadt wurde.
Zu Beginn der 1950er Jahre lebten bereits etwa 69.000 Einwohner in Camiguin. Nach dem gewaltigen Ausbruch des Vulkans Mt. Hibok-Hibok am 4. Dezember 1951 setzte eine Abwanderung von der Insel ein, welche die Bevölkerung schließlich bis auf etwa 34.000 schrumpfen ließ. Erst kurz vor der Jahrhundertwende wurde wieder die vorherige Bevölkerungszahl erreicht und schließlich überschritten.

## Vulkane

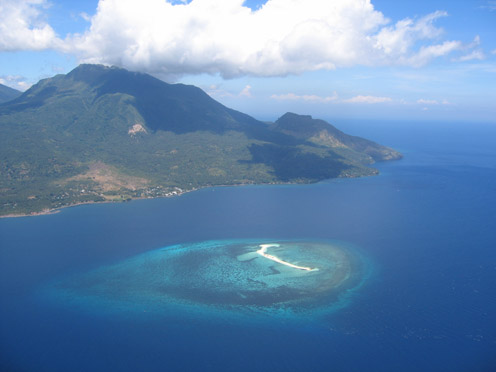
Vulkan Hibok-Hibok, im Vordergrund White Island vor der nordwestlichen Küste

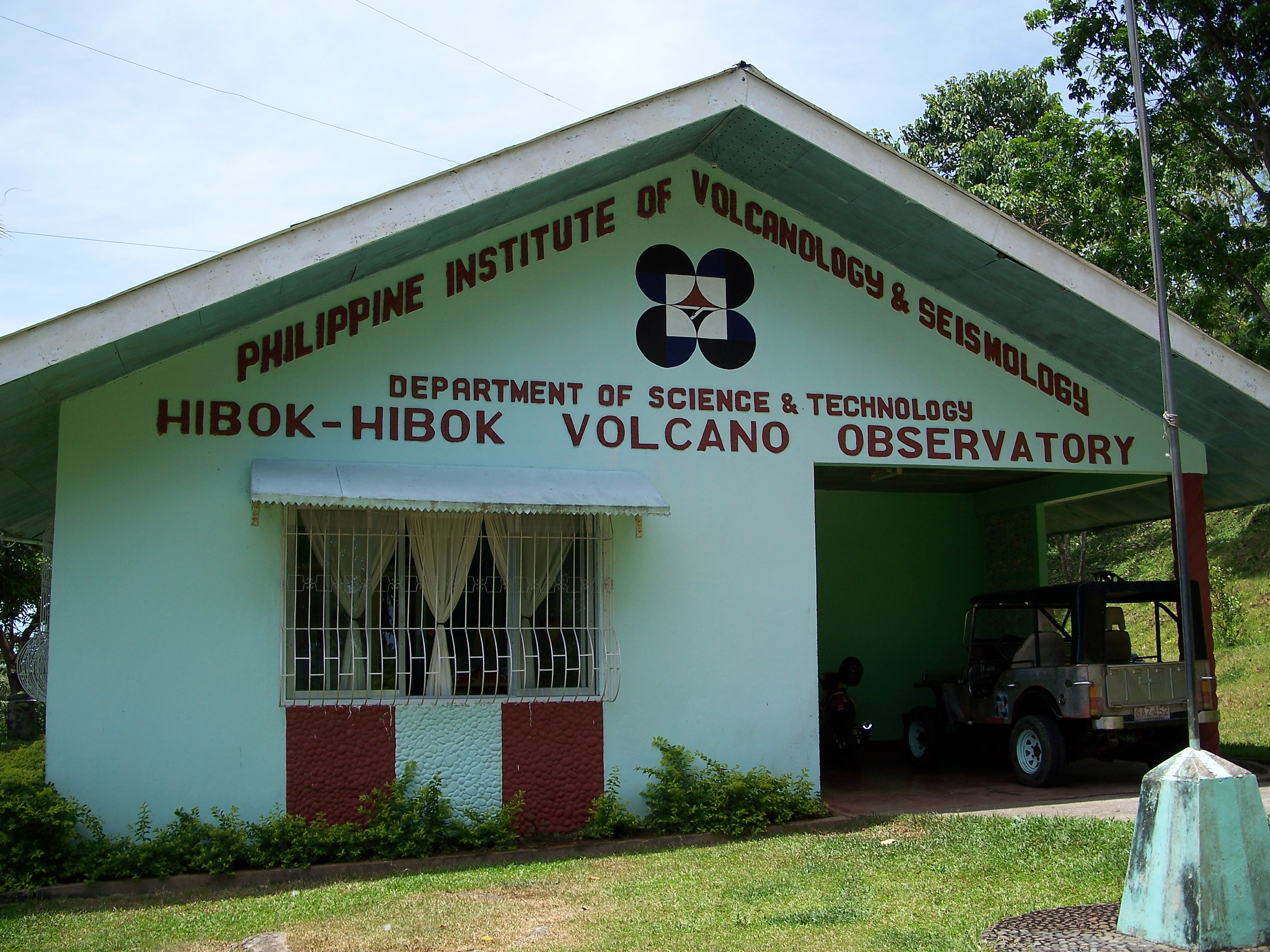
PHIVOLCS Observatorium am Mt. Hibok-Hibok

In einem Observatorium des Philippine Institute of Volcanology and Seismology (PHIVOLCS) werden in 396 Meter Höhe, nahe der Hauptstadt, die Aktivitäten der sieben Inselvulkane Mount Vulcan (letzte Eruption 1871), Mount Guinsiliban, Mount Tres Marias, Mount Uhay, Mount Mambajao (1240 Meter), der mit 1580 Meter von allen höchste Mount Timpoong, vor allem aber der zuletzt aktive, der Mount Hibok-Hibok (1332 Meter) überwacht, dessen Hauptkrater knapp 5 Kilometer entfernt ist. Sein Name ist lautmalend und hängt mit dem Geräusch zusammen, das eine kochende Lava verursacht: hi … bok, hi … bok …. Zu dem Monitoring gehören neben der Registrierung der Daten des seismologischen Netzes, Veränderungen der Gas- und Dampfaustritte, Temperaturänderungen, qualitative und quantitative chemische Analysen von Seen und heißen Quellen.
Seine bisher stärkste bekannte aktive Phase seit Beginn der Aufzeichnungen hatte der Hibok-Hibok vom September 1948 bis 1953. Die kleine Eruption 1948 hinterließ keine Schäden, jedoch wurde der Schwefelabbau im Krater eingestellt. 1949 starben 79 Menschen bei einem Erdrutsch, der durch einen heftigeren Ausbruch ausgelöst worden sein soll. Am Morgen des 4. Dezembers 1951 brach der Vulkan erneut unerwartet aus, Lava floss den Hang hinab und löste Erdrutsche aus. Vor allem ein 800 °C heißer pyroklastischer Strom, der auf Mambajao zuschoss, forderte zahlreiche Menschenleben. Die Angaben zur Zahl der Todesopfer schwanken stark: Der philippinische Präsident Elpidio Quirino nannte im Dezember 1951 206 Tote und rund 800 Vermisste, die vermutlich tot seien. Der Regierung der Provinz Camiguin zufolge starben 3000 Menschen. Nach wissenschaftlichen Untersuchungen betrug die Zahl der Toten 68. Die Eruptionen verwüsteten fast 19 km² Land. Viele flüchteten von der Insel, deren Bevölkerung sich halbierte und erst 1995 fast wieder den alten Stand erreichte. Eine Bildersammlung in der Messstation mit Zeitungsausschnitten gibt Vorstellung über die damalige Katastrophe. Die kleine Ausstellung enthält auch einige Modelle zu Vulkanismusmechanismen.
13 Kilometer westlich von Mambajao, im Nordwesten der Insel, fällt der Mount Vulcan, ein Lavadom, steil ins Meer ab. An der Ringstraße stehen etliche Souvenirläden, denn an dieser Stelle beginnt ein Kreuzweg mit 14 Stationen (weißen Steinstatuetten) hinauf zum Vulkan, der beim Ausbruch 1871 neu entstand. Hier findet die jährliche Osterprozession (Panaad) 64 Kilometer rund um die Insel ihren Abschluss. Etwas weiter südlich liegt die Gui-ob-Kirchenruine des damals als Cotta Bato bezeichneten Ortes, heute als Kotabato bekannt. Sie wurde durch verheerende Erdbeben bei der großen Eruption des Mt. Vulcan Daan 1871 zerstört, bei der fast die gesamte 200 Jahre alte spanische Siedlung ausgelöscht wurde. Die Berichte zur Zahl der getöteten Menschen sind widersprüchlich: Einerseits wird eine beträchtliche Zahl von Opfern genannt, andererseits sollen die Bewohner – gewarnt durch vorherige Erdbeben – geflohen sein, so dass nur sehr wenige Menschen starben.
Der nahegelegene Friedhof versank beim begleitenden Erdbeben bis zu 6 Meter tief im Meer; bei besonders niedrigem Wasser sollen noch Grabsteine sichtbar sein. 1982 wurde ein Kreuz vor der Küste errichtet, das die Stelle markiert. Mit Booten sich an Seilen entlang hangelnd kann man zur Plattform gelangen. In der zweiten Maiwoche jeden Jahres findet eine Meeresprozession statt, bei der die Camingueños Blumen auf der See ausstreuen und Kerzen für die begrabenen Vorfahren und in Erinnerung an die vielen Opfer treiben lassen.

## Veranstaltungen und Sehenswürdigkeiten

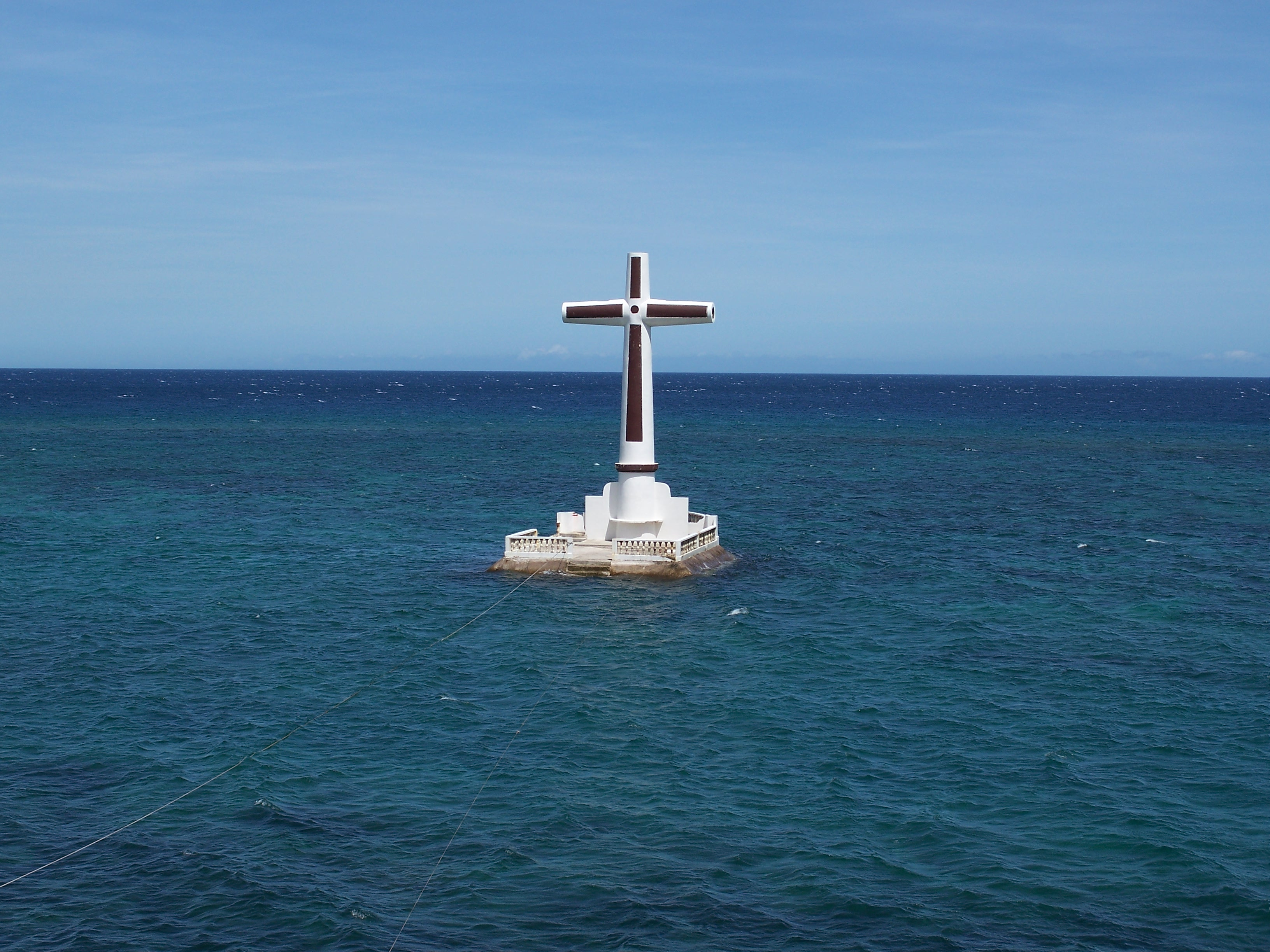
Der „versunkene Friedhof“ Camiguins

- Die San Juan sa Hibok-Hibok Feier findet am 24. Juni zu Ehren von Johannes dem Täufer statt. Attraktionen sind die Wassersportwettbewerbe und die Wahl der Miss Hibok-Hibokan.
- Besonders im Monat Mai werden viele einfache, aber sehenswerte Dorffeste gefeiert.
- Im Monat Oktober findet das Lanzones-Festival statt, eine Art Erntedankfest.
- Neben den Vulkanen, die mit Führer bestiegen werden können, sind Mountainbike-Touren durch das Inselinnere, Tauchen und Schnorcheln, ein Besuch der vielen heißen und kalten Quellen sowie der Wasserfälle für den Touristen interessant.
- Wenige hundert Meter vor der Nordostküste Camiguins befindet sich White Island. Diese winzige Insel besteht lediglich aus weißem Sand und ist gänzlich frei von Vegetation.
- Im Nordwesten der Insel findet man die Ruine der alten spanischen Guiob Kirche und unweit davon entfernt den „versunkenen Friedhof“ von Camiguin.

## Tourismus
Die Insel ist touristisch noch wenig bekannt. Unterkünfte auf unterschiedlichem Niveau sind ausreichend vorhanden. Seit einigen Jahren ist Camiguin auch zu einem Geheimtipp für Taucher geworden. Aufgrund der verkehrstechnisch schlechten Anbindung ist dieser Wirtschaftszweig bis jetzt noch sehr schwach. Aus diesem Grund kann man dort noch ungestört in kleinen Gruppen tauchen und trifft auf eine große Artenvielfalt wie die seltene „Schwarze Koralle“. Es gibt auf der Insel mehrere Resorts, an die meistens auch eine Tauchbasis angeschlossen ist. Sehr schöne Spots sind „Old Volcano“, „White Island“ und auch das nahe gelegene Unterwasser-Schutzgebiet „Mantigue Island“.

## Verkehr

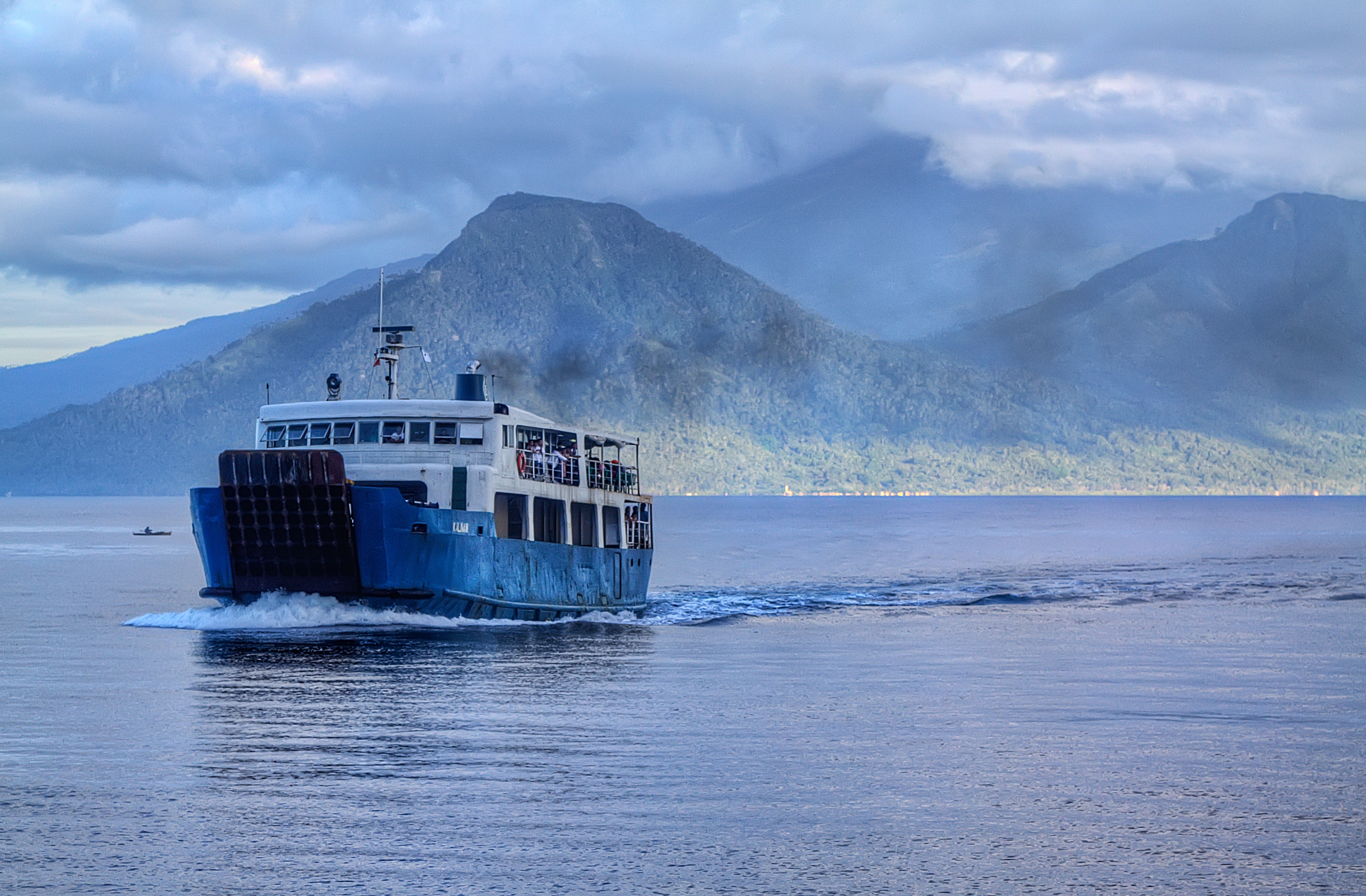
Fähre auf dem Weg nach Mindanao, im Hintergrund der Süden Camiguins

Camiguin ist auf dem Seeweg und per Flugzeug erreichbar. Linienflüge gibt es von Manila und Cebu City. Camiguin verfügt über drei Seehäfen in Balbagon, Benoni und Guinsiliban. Am meisten frequentiert wird der Hafen von Benoni im Südosten. Von hier gibt es täglich rund zehn Fährabfahrten nach Balingoan, welches die kürzeste Verbindung zwischen Festland und Camiguin darstellt. Außerdem verkehrt ab Benoni täglich eine Schnellfähre nach Cagayan de Oro, sowie dreimal pro Woche ein Katamaran nach Jagna in Bohol. Weitere Fähren verbinden Benoni mit Cagayan de Oro und Guinsiliban mit Balingoan sowie Balbagon mit Jagna und Cebu City. Nordwestlich von Mambajao liegt ein kleiner regionaler Flughafen. Die nächstgelegenen größeren Flughäfen befinden sich in Butuan und Cagayan de Oro, sowie die internationalen Flughäfen in Cebu City und Davao City.
Der öffentliche Personentransport auf Camiguin findet hauptsächlich mit Kleinbussen und Tricycles statt. Die Kleinbusse, überwiegend Multicabs, können hierbei sowohl für Individualfahrten mitsamt Fahrer gemietet werden, verkehren aber auch auf festen Routen, etwa zwischen Mambajao und Catarman. Darüber hinaus fahren auch regelmäßig Kleinbusse im Linienverkehr auf der Ringstraße um die ganze Insel. Diese unterscheiden sich in „westwärts“ (west bound) und „ostwärts“ (east bound) verkehrende Fahrzeuge.

## Wirtschaft
Die Inselbewohner leben hauptsächlich vom Fischfang und der Landwirtschaft. Hier spielt besonders der Reis- und Kokosnussanbau eine Rolle, sowie die Frucht Lanzones. Lanzones (einheimischer Name buahan, Lansium domesticum) sind kleine, kugelige, hellbraune Früchte, die büschelartig wachsen und in ihrem durchsichtigen Fruchtfleisch in Segmenten eingeschlossene Samen tragen. Sie sind auf Grund ihres besonderen Aromas und der starken Süße ein Exportschlager in den gesamten Philippinen. Hierfür gibt es alljährlich mit dem Lanzones-Festival eine viertägige Ernte-Dank-Feier in der dritten Oktoberwoche.
Der nationale und seit einigen Jahren auch der internationale Tourismus nimmt eine zunehmend wichtige Stellung ein.